# گودال تاریک
گودال تاریک (کره‌ای: 다크홀؛ انگلیسی: Dark Hole) یک مجموعه تلویزیونی محصول کره جنوبی سال ۲۰۲۱ با بازی کیم اوک بین و لی جون هیوک است. این مجموعه از ۳۰ آوریل تا ۵ ژوئن ۲۰۲۱، روزهای جمعه و شنبه ساعت ۲۲:۵۰ (کی‌اس‌تی) از اوسی‌ان پخش شد.

## بازیگران

### اصلی
- کیم اوک بین در نقش لی هوا سون، کارآگاهی که به خاطر مرگ شوهرش عزادار است[۵]
- لی جون هیوک در نقش یو ته هان، کارآگاه سابق که راننده یدک‌کش شده‌است